# Ogon', voda i... mednye truby
Ogon', voda i... mednye truby (Огонь, вода и… медные трубы) è un film del 1967 diretto da Aleksandr Arturovič Rou.